# Bruno Kirby
Bruno Kirby, właściwie Bruno Giovanni Quidaciolu Jr. (ur. 28 kwietnia 1949 w Nowym Jorku, zm. 14 sierpnia 2006 w Los Angeles) – amerykański aktor charakterystyczny.

## Życiorys
Urodził się jako jeden z synów Lucille Garibaldi i aktora Bruce’a Kirby’ego, wł. Bruno Giovanni Quidaciolu Sr. (1925–2021). Miał brata Johna, który został trenerem aktorstwa. Dorastał w nowojorskiej dzielnicy Hell’s Kitchen, gdzie jego ojciec zabrał go do obejrzenia filmów na 42 ulicy i na zajęcia aktorskie w Actors Studio prowadzone przez Lee Strasberga. W 1967 jego rodzina przeniosła się do stanu Kalifornia. Pracował jako bileter w Radio City Music Hall.
Idąc w ślady ojca, po latach zaczął występować przed kamerą. Na ekranie zadebiutował jako Les w dramacie Młodzi absolwenci (The Young Graduates, 1971) u boku Dennisa Christophera. Występował jako Herbie Constadine w serialu ABC Pokój 222 (Room 222, 1969-1973). Pierwsze większe sukcesy przyszły wraz z rolą w sitcomie ABC Super (The Super, 1972), gdzie zagrał syna głównego bohatera. Znalazł się w obsadzie legendarnego dramatu kryminalnego Francisa Forda Coppoli Ojciec chrzestny II (The Godfather: Part II, 1974) i potem w miniserialu Saga rodu ojca chrzestnego (The Godfather Saga, 1977) jako młody Peter Clemenza, jeden z członków mafijnego klanu Corleone.
Pojawił się w dramatach: Na granicy (Borderline, 1980) z Charlesem Bronsonem, Ptasiek (Birdy, 1984), Uśpieni (Sleepers, 1996) jako ojciec Shakesa i Donnie Brasco (1997). Jednak widzowie najlepiej zapamiętali jego kreacje z komedii: Good Morning, Vietnam (1987), Nie jesteśmy aniołami (We're No Angels, 1989) u boku Roberta De Niro, Kiedy Harry poznał Sally (When Harry Met Sally..., 1989) z Meg Ryan, Nowicjusz (The Freshman, 1990), Oto Spinal Tap (This is Spinal Tap, 1984), Modern Romance (1981) i Sułtani westernu (City Slickers, 1991).
W 1991 zastąpił Kevina Spaceya i zadebiutował na scenie Broadwayu w roli mizernego gangstera Louiego w przedstawieniu Neila Simona Zagubiony w Yonkers (Lost in Yonkers) z Mercedes Ruehl.
Zmarł wieku 57 lat w wyniku komplikacji związanych z białaczką.

## Życie prywatne
W 2003 poślubił aktorkę Lynn Sellers.

## Filmografia

### Filmy
- 1973: Szkoła kochania (The Harrad Experiment) jako Harry Schacht
- 1973: Przepustka dla marynarza (Cinderella Liberty) jako Alcott
- 1974: Ojciec chrzestny II (The Godfather: Part II) jako młody Peter Clemenza
- 1977: Między wersami (Between the Lines) jako David Entwhistle
- 1980: Na granicy (Borderline) jako Jimmy Fante
- 1980: Tam wędrują bizony (Where the Buffalo Roam) jako Marty Lewis
- 1981: Modern Romance jako Jay
- 1982: Million Dollar Infield jako Lou Buonomato
- 1984: Ptasiek (Birdy) jako Renaldi
- 1984: Oto Spinal Tap (This is Spinal Tap) jako Tommy Pischedda
- 1985: Ciało i krew (Flesh & Blood) jako Orbec
- 1987: Wet za wet (Tin Men) jako Mouse
- 1987: Good Morning, Vietnam jako porucznik Steven Hauk
- 1989: Bert Rigby, You're a Fool jako Kyle DeForest
- 1989: Nie jesteśmy aniołami (We're No Angels) jako szeryf
- 1989: Kiedy Harry poznał Sally (When Harry Met Sally...) jako Jess
- 1991: Złoto dla naiwnych (City Slickers) jako Ed Furillo
- 1992: Mastergate jako Abel Lamb
- 1992: Hoffa jako komik nocnego klubu
- 1994: Złote wrota (Golden Gate) jako Ron Pirelli
- 1995: Przetrwać w Nowym Jorku (The Basketball Diaries) jako Swifty
- 1996: Uśpieni (Sleepers) jako ojciec Shakesa
- 1997: Donnie Brasco jako Nicky
- 1999: Stuart Malutki (Stuart Little) jako pan Reginald 'Reggie' Stout (głos)
- 1999: A Slipping Down Life jako Kiddie Arcades Manager
- 2000: American Tragedy jako Barry Scheck
- 2001: Król ulicy (One Eyed King) jako Mickey
- 2006: Wrobiony (Played) jako detektyw Allen
- 2004: Helter Skelter jako Vincent Bugliosi

### Seriale TV
- 1972: M*A*S*H jako szeregowy Lorenzo Boone.
- 1974: Columbo jako kadet Morgan
- 1975: Kojak jako Keith Wicks
- 1983: Posterunek przy Hill Street jako Louis
- 1993: Frasier jako Marco (głos)
- 2006: Ekipa jako Phil Rubenstein